# Prinz-Georg-Palais (München)
|                                       | Dieser Artikel wurde im Portal München zur Verbesserung eingetragen. Hilf mit, ihn zu bearbeiten, und beteilige dich an der Diskussion! |
| Vorlage:Portalhinweis/Wartung/München | |

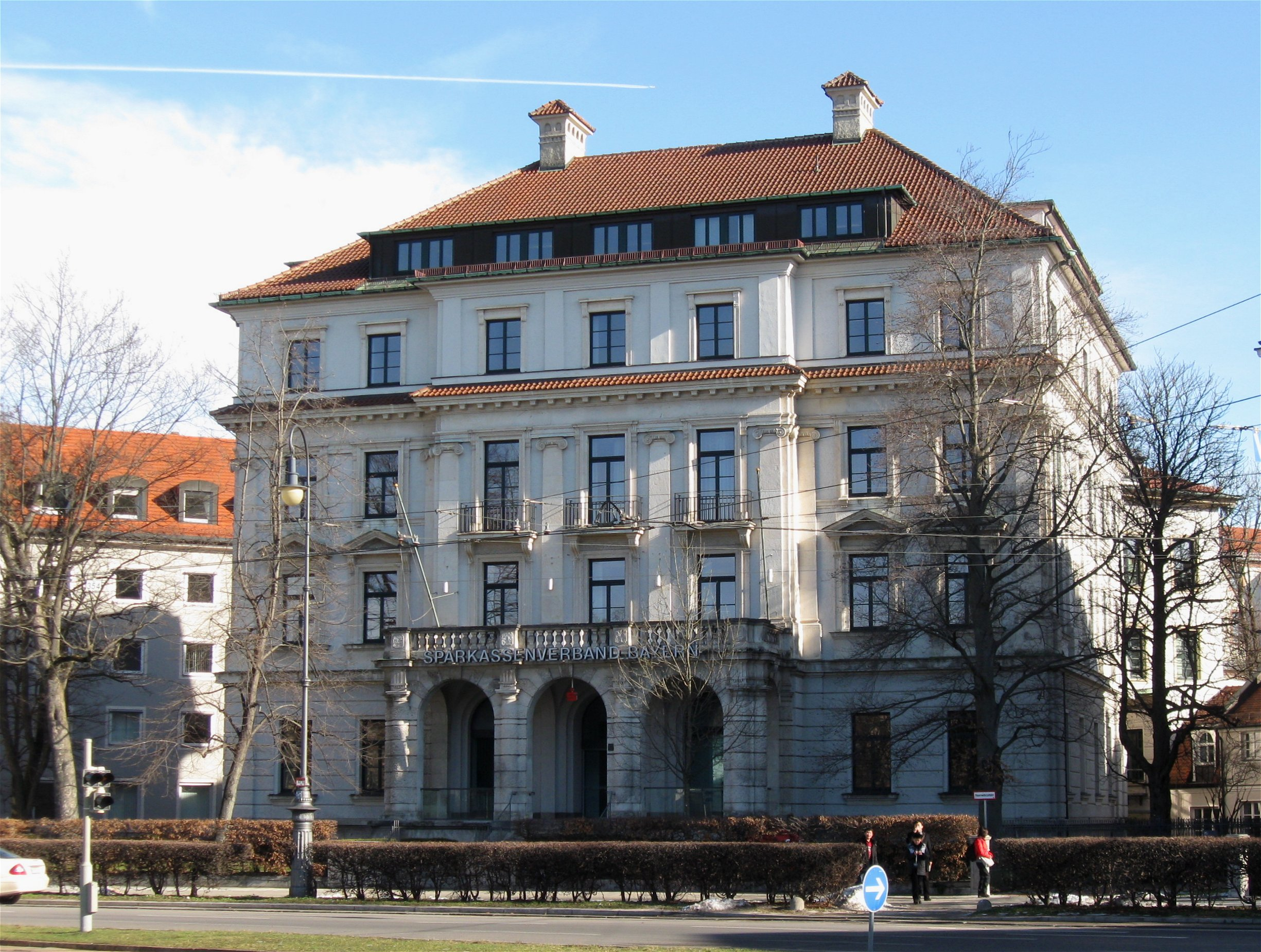
Prinz-Georg-Palais am Karolinenplatz 5 in München, Geschäftsstelle des Sparkassenverbandes Bayern

Das Prinz-Georg-Palais am Karolinenplatz 5 ist ein einzelstehendes Gebäude, das als Baudenkmal in die Bayerische Denkmalliste eingetragen ist.

## Geschichte
1810 war der Vorstand der königlichen Steuer- und Domänenverwaltung von Maximilian I. Joseph (Bayern), Franz Wilhelm von Asbeck (* 1760 auf Haus Knippenburg zu Bottrop; † 1826) Eigentümer nahezu aller Grundstücke des städtebaulich beplanten Karolinenplatzes. Das Anwesen Karolinenplatz 4 wurde für den Kronprinzen Ludwig I. (Bayern) erworben und das spätere Palais Toerring-Seefeld errichtet. 
Auf dem Anwesen Karolinenplatz 5 ließ sich Franz Wilhelm von Asbeck nach Plänen von Karl von Fischer ein Palais errichten. Der Grundriss basierte auf einem 4x4-Raster, bei dem an den Seiten jeweils zwei Quadrate einen Raum bildeten. Im Zentrum erstreckte sich eine Rotunde über beide Geschosse und durchdrang das Walmdach für ein Oberlicht. Die Anregung von La Rotonda war erkennbar; Fischer hatte auf einer zweijährigen Italienreise die Werke von Andrea Palladio studiert und in Skizzen festgehalten. Fischer ergänzte einen ionischen Portalvorbau an der Fassade zum Karolinenplatz für eine Auffahrt. Die Hauptfassade war zu einer Dreieröffnung zentriert.
Beim Vorbild La Rotonda tritt die Rotunde entlang von Ellipsenbögen aus der Walmdachfläche und hat die Form eines Zylinders. Fischer zog eine quadratische Umkleidungsmauer der Rotunde über das Walmdach und setzte ein Tonnengewölbe darauf. Die Verschneidungslinien bildeten so gerade horizontale Dachkanten, was einerseits klassizistischem Formempfinden entspricht und andererseits die Anschlussausbildung vereinfachte. Zur Komposition gehörten zwei Nebengebäude zur Barer und Brienner Straße, die im Umriss der Fassadengestaltung des Hauptgebäudes variierten.
1821 ging das Palais in den Besitz von Ferdinand Ludwig Joseph Anton von Hompesch-Bollheim, General-Lieutenant in königl. englischen Diensten, Bruder des Finanzministers Johann Wilhelm Friedrich Freiherr von Hompesch (* 14. September 1761 in Oberelvenich; † 9. Dezember 1809), bis 1840 Eigentümer der Hofmark Berg am Laim (Feldöfen zur Ziegel-Brennerei, Backstein-Torf), über. 
1825 begutachtete Leo von Klenze die geplanten Umbauten. Der Hauptbau wurde um ein Geschoss erhöht und durch seitliche Anbauten erweitert. In der Regierungszeit Alexanders III. wurde das Palais von 1881 bis 1894 von Nikolai von der Osten-Sacken als russische Gesandtschaft genutzt.
1896 erwarb die Ludwig Deiglmayr & Co., Theresienstraße 148 das Anwesen, ließ das Flurstück zur Barer Straße und zur Brienner Straße filetieren, stockte zwei Etagen auf und veräußerte das Objekt an Georg von Bayern.
Von 1901 bis 1904 nutzte Max Bullinger das Gebäude als portugiesisches Konsulat.
1906 befand sich hier das Schiedsgericht für die Arbeiterversicherung, in welchem alle Schiedsgerichte vereinigt wurden.
Von Ende 1908 bis 1931 residierten Elsa und Hugo Bruckmann, Verleger von Houston Stewart Chamberlain, in der zweiten Etage des Palais, wo sie immer freitags ihren Salon Bruckmann abhielten, der zuvor bereits seit Januar 1899 in der Nymphenburger Straße 86 stattgefunden hatte. Im Salon seiner Tante Elsa war im Februar 1908 auch Norbert von Hellingrath Karl Wolfskehl begegnet. Elsa Bruckmann engagierte sich im Ersten Weltkrieg bei der Kriegshilfe für geistige Berufe.
Vom 6. bis 7. Mai 1919 war das Anwesen Schauplatz des Münchner Gesellenmords, eines Massakers des Freikorps Bayreuth unter dem Kommando von Wolff von Stutterheim. Eine Patrouille unter der Leitung von Vizefeldwebel Konstantin Makowski misshandelte und ermordete hier 21 Mitglieder des katholischen Gesellenvereins St. Joseph Augustenstraße 71. Feldwebel Ernst Poller, der im ersten Stock wohnte, begab sich in Zivilkleidung in den Hof, wo er bedroht wurde, worauf er sich versteckte. Die Verlegersgattin Bruckmann bat den im dritten Stock einquartierten Hauptmann Brinkmann, dessen Pferdebursche Stefan Latosi am Gemetzel beteiligt war, in den Hof zu gehen, da dort geschossen werde. Brinkmann erklärte, die Verhaftungen würden durch eine V-Person oder ähnliches veranlasst und er könne in der Sache nichts machen, er könne nicht wegen jeder Schießerei hinuntergehen. Als Oberst Hans Kundt, der Führer der 2. Garde-Division des Kaiser Alexander Garde-Grenadier-Regiments Nr. 1, mit seinem Adjutanten Botho von Hülsen auf dem Hof eintraf, fand er dort zahlreiche Soldaten verschiedener Einheiten sowie einen Teil des Brigadestabes aus dem benachbarten Palais Toerring-Seefeld vor. 
Am 25. Oktober 1919 wurden der Soldat Jakob Müller und der Vizefeldwebel Konstantin Makowski zu 14 Jahren Zuchthaus und Otto Grabasch zu einem Jahr Gefängnis wegen Totschlags verurteilt. Gegen die verantwortlichen Offiziere wurde kein Verfahren eingeleitet. Das Verfahren gegen Wolff von Stutterheim wurde eingestellt. In einem abgetrennten Verfahren wurde am 4. November 1919 der ehemalige Husar Stefan Latosi, der in der Nacht vom 6. auf den 7. Mai 1918 blutbefleckt mit gestohlenen Uhren und Geldbörsen den Keller verlassen hatte, vom Verbrechen des Totschlags freigesprochen, aber wegen schweren Diebstahls zu 10 Jahren Zuchthaus verurteilt.
Nachdem Adolf Hitler am 21. Dezember 1924 aus der Justizvollzugsanstalt Landsberg entlassen worden war, gastierte er am 23. Dezember 1924 im Salon Bruckmann, wo er auch Paul Ludwig Troost vorgestellt wurde. Die Bruckmanns beteiligten sich an der Finanzierung des Erwerbs des benachbarten Braunen Hauses durch die NSDAP und verlegten ihren Wohnsitz 1931 in die Leopoldstraße.

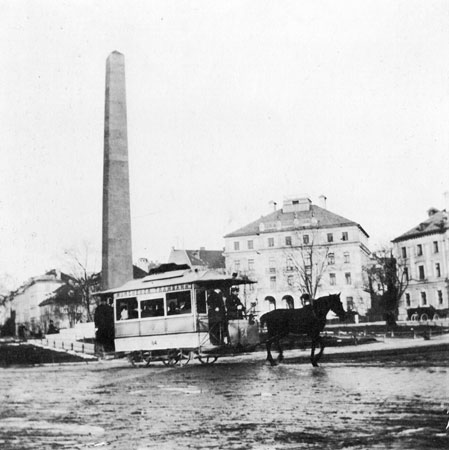
Pferdetrambahn am Karolinenplatz, 1885. Im Hintergrund das Palais Hompesch. Fotografie aus der Sammlung Karl Valentin